# Frederik Barbarossa
Frederik 1. Barbarossa (født i 1122, død 10. juni 1190) var en tysk konge fra 1152 og kejser over det Tysk-Romerske rige fra 1155 til sin død.
Han foretog seks felttog mod Italien, hvor han i Rom blev kronet til kejser af pave Hadrian 4. efter stridigheder med pavestolen.
Han var en af lederne af det 3. korstog i 1189 og druknede 10. juni 1190 ved overgangen over floden Saleph (i dag Göksü) i det sydøstlige Anatolien. Han blev kastet af sin hest. Shockket forårsagede et hjerteanfald, og tynget ned af sin rustning druknede han i vand, der knapt nåede ham til hofterne (ifølge Ibn al-Athir). Han blev kogt, kødet gravlagt på stedet, mens hans knogler blev ført til Tyrus og begravet der. Det meste af hans store, tyske hær tog hjem, men en del fortsatte under ledelse af hans søn Frederik V af Schwaben og hertug Leopold 5. af Østrig.
Tilnavnet Barbarossa fik han på grund af sit røde skæg.

## Familie
Fredriks børn med sin hustru Beatrice:
1. Fredrik 5. hertug af Schwaben (1164–1170)
2. Henrik 6. af det tysk-romerske rige (1165–1197)
3. Fredrik 6. hertug af Schwaben (1167–1191)
4. Otto 1. af Burgund (1170–1200)
5. Otto II, greve af Burgund (1170–1200)
6. Konrad II hertug af Schwaben, hertug af Schwaben og Rothenburg (1172–1196)
7. Filip af Schwaben (1177–1208) Konge af Tyskland i 1198
8. Beatrice af Hohenstaufen (1162–1174)
9. Agnes af Hohenstaufen (døde 1184)
10. Beatrix (1156). gift med greve Guillaume IV de Thiers